# Diana Wynyard
Diana Wynyard, nascuda Dorothy Isabel Coix (Londres, 16 de gener de 1906-ibídem, 17 de maig de 1964) va ser una actriu anglesa de cinema i teatre.
Després de cursar estudis primaris, va especialitzar-se en fonètica. Va ingressar com a meritòria en el Teatre del Globus en 1925. En 1927 va passar al Repertory Theatre de Liverpool, on va romandre dos anys. De 1929 a 1931 va treballar en el St Martin's Theatre de Londres, on va assolir certa fama.
En 1932 va marxar de gira pels Estats Units, tenint gran èxit a Broadway, especialment amb The Devil. A Hollywood va intervenir en diverses pel·lícules, entre elles Cavalcada (1933).
A la seva tornada a Londres va interpretar Pigmalió i Càndida, de George Bernard Shaw. A partir de llavors va treballar com a primera actriu amb grans figures, com Ralph Richardson.
En 1948 va ser convidada a actuar en el Memorial Festival de Stratford-upon-Avon, on va demostrar ser una gran intèrpret shakespeariana en El somni d'una nit d'estiu, Molt soroll per no res i El mercader de Venècia. En 1955 va fer una gira per la Unió Soviètica, interpretant a Ofèlia en Hamlet.
En els seus últims anys va interpretar personatges de caràcter al cinema.